# Harry Cust
Henry John Cockayne Cust (10 octobre 1861 - 2 mars 1917), connu simplement comme Harry Cust, est homme politique et rédacteur britannique qui est député au Parlement du Royaume-Uni pour le Parti libéral unioniste. Il est rédacteur du journal le Pall Mall Gazette entre 1892-1896.

## Biographie
Il naît le 10 octobre 1861 à Cockayne Hatley, en Bedfordshire, fils de Henry Francis Cockayne Cust et sa femme Sarah Jane (née Cookson). Il est éduqué au Collège d'Eton et à Trinity College, Cambridge, où il prend le Tripos en 1884 et obtient son licence. Il est admis au Inner Temple le 17 août 1888 mais il n'est pas appelé au barreau. Il gagne le baccalauréat en droit à Paris mais plutôt que pratiquer le droit il décide d'entrer en politique,.

### Carrière
Il est élu député pour Stamford en 1890 mais il démissionne en 1895 après que la féministe Millicent Fawcett ait mené un campagne de moralité contre lui, en le dénonçant comme « un scélérat indigne du charge publique »,. Cust avait séduit une jeune femme en 1893, Emmeline Mary Elizabeth Welby-Gregory, et elle est tombée enceinte. Malgré sa grossesse, Cust s'est fiancé à une autre, Pamela Wyndham. Sous pression d'Arthur Balfour, il est contraint d'épouser Welby-Gregory le 11 octobre 1893,. Il se retourne au Parlement comme député pour Bermondsey en 1900, un siège qu'il occupe jusqu'en 1906. Il sert de juge de paix de Lincolnshire et Bedfordshire les deux.
En 1914, dès le commencement de la Première Guerre mondiale, il établit le Comité Central pour les Organisations Nationales Patriotiques. Il aussi dote une conférence annuelle à l'université de Nottingham, qui doit se concentrer « sur quelque sujet à propos de l'Empire britannique ».
Il est rédacteur du Pall Mall Gazette entre 1892 et 1896, après avoir été offert le post par William Waldorf Astor. Sous son patronage le gazette publie les contributions de tels écrivains comme  H. G. Wells, Alice Meynell, Edith Nesbit et George Warrington Steevens. Mais son rapport avec Astor est troublé, de temps en temps il récompense trop les contributeurs de la gazette et il a l'habitude de rejeter le copie d'Astor lui-même. Astor le congédie en 1896. Après sa mort en 1917, la veuve de Cust et son neveu Ronald Storrs recueillent les poésies qu'il a publiées dans la gazette et les publient en 1918 sous le titre de Poesies d'occasion,.
Cust est « un habilleur assidu ». Il est aussi connu comme un causeur brillant. Dans son notice nécrologique pour Cust, Lord Curzon le décrit comme « le chef incontesté de la table à manger. Quip, riposte, repartie, citation, allusion, epigramme, jest - tous clignotaient avec la vitesse de foudre de cet atelier actif -  son cerveau ».

### Vie privée

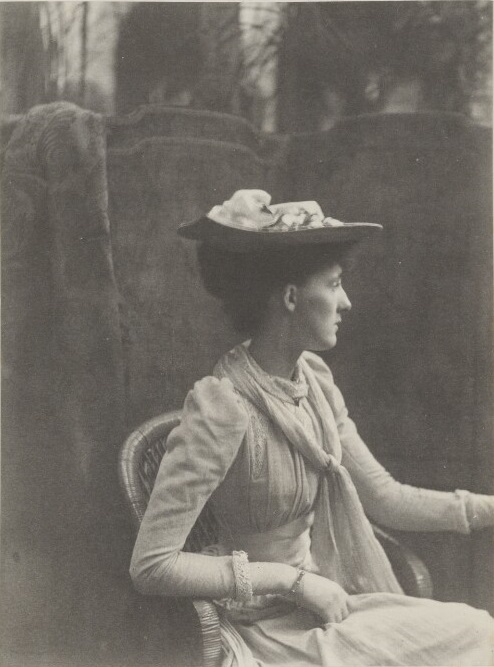
Nina Cust, épouse de Harry Cust, pendant les années 1890.

Selon l'écrivaine Juliet Nicolson, Cust était « sprirituel et attractif compulsivement mais aussi vorace sexuellement et négligent ». Il a de nombreuses aventures amoureuses. Il est membre d'un groupe d'aristocrates connu comme The Souls ainsi que Lord Curzon, Violet Manners, la baronne Desborough, George Wyndham, et Pamela Wyndham, parmi d'autres. L'une de ses maîtresses, Gladys, comtesse de Grey, dévoile une autre des maîtresses de Cust, la marquise de Londonderry, quand elle fait envoyer au 6e marquis de Londonderry des lettres indiscrètes écrites par la marquise à Cust. Cette découverte provoque une séparation entre les Londonderry,.
Il a une liaison de longue durée avec Violet Manners, par qui il a une fille, Diana Cooper (1892-1986). Elle est reconnue par le mari de Violet, le 8e duc de Rutland, comme la sienne. Cust quitte Violet pour une liaison avec Pamela Wyndham, qui est envoyée en Inde pour l'éloigner. Éventuellement, il se fiance à Pamela, mais il lui faut épouser Emmeline Mary Elizabeth Welby-Gregory, appelée « Nina », après qu'elle soit tombée enceinte. Ils se marient le 11 octobre 1893 à Paris, mais Nina fait une fausse couche après. Malgré l'affection de Nina pour son mari, « cette affection n'était pas rendue et elle vivait un mariage solitaire et sans enfants. »

### Décès

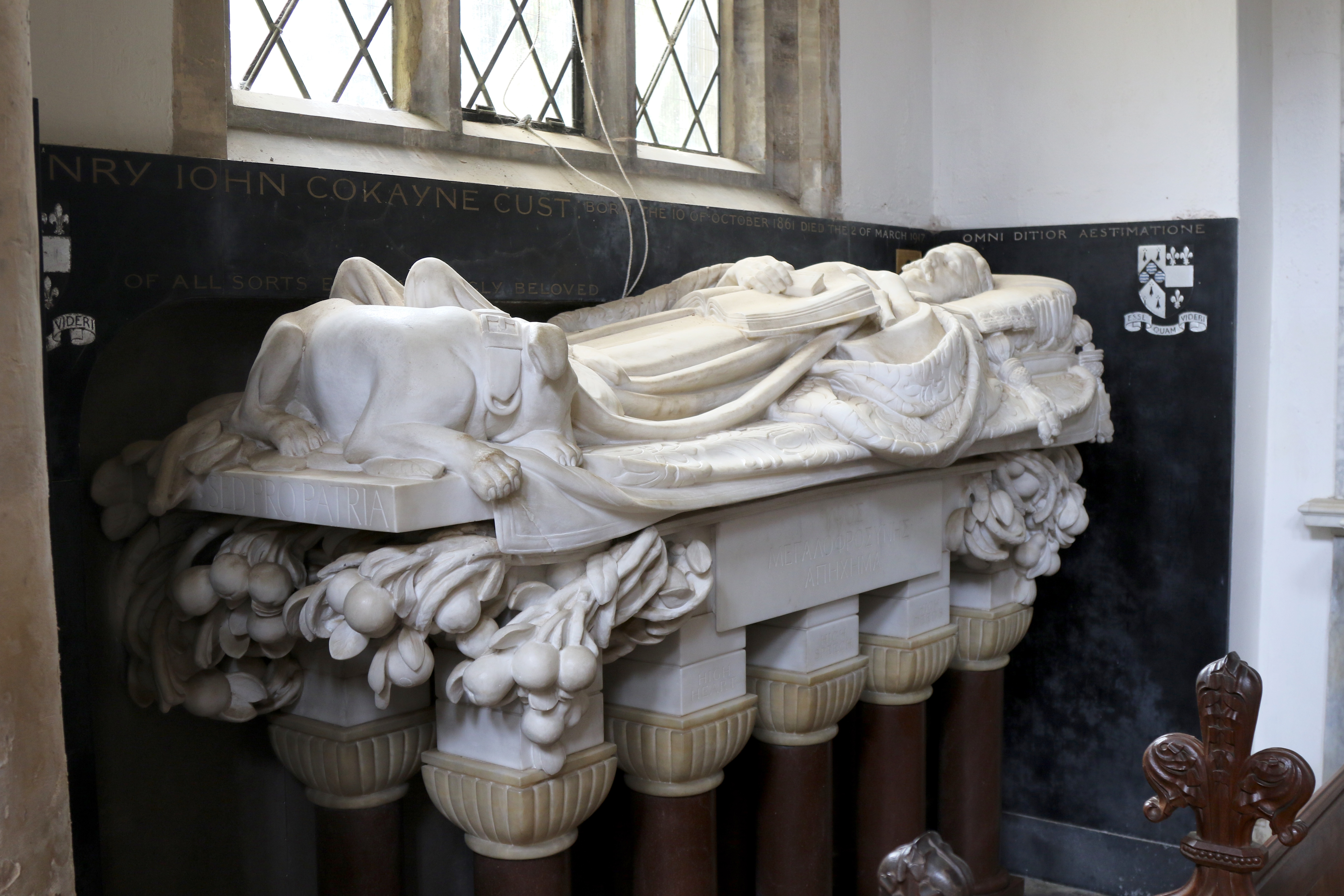
L'effigie de Harry Cust dans l'église de Saint Paul, Belton.

Cust meurt d'insuffisance cardiaque chez lui, 17 Hyde Park Gate, le 2 mars 1917. Il est incinéré au morgue de Golders Green et enterré dans l'église de Belton le 5 mars. Cust était héritier de la baronnie de Brownlow comme cousin du 3e comte Brownlow, mais Cust meurt avant lui et il n'en hérite jamais.